# 王文華 (民国)
王 文華（おう ぶんか）は、中華民国の軍人。黔軍（貴州軍）に属し、黔軍指導者・劉顕世の甥であると同時に、孫文支持派でもあった。字は電輪、果厳。兄は国民政府で初代交通部長となった王伯群。また、義理の弟（妹の夫）は国民政府で軍政部長・国防部長・行政院長などを務めた何応欽である。

## 事績

### 貴州新軍の創設
初めは学問に励み、1906年（光緒32年）に興義書院を卒業して、翌年に貴州通省公立中学に入学した。1909年（宣統元年）、優級選科師範文科に転入する。翌年、興義公立高等小学堂学監となり、この時、第三者の仲介を経てサンフランシスコ中国同盟会支部に構成員として登録された。1911年（宣統3年）、高等小学堂長に昇進し、何輯五（何応欽の弟）とともに体育会を創設した。
辛亥革命の際には、王文華は劉顕世の部隊に属し、黔軍第4標管帯となる。中華民国が成立するとともに、新軍営長に就任した。1913年（民国2年）、滇軍（雲南軍）の唐継尭が貴州都督となると、王は省警察庁庁長に任命された。同年秋に唐が雲南都督に転出し、劉が護軍使として省の最高軍政長官となると、王は副官長も兼任した。この時に王は、旧来の巡防営を改革して新軍とすることを劉に提案し、改革を実行して王が黔軍第1団団長となった。

### 護国戦争での活躍
1915年（民国4年）12月、雲南の蔡鍔・唐継尭らが護国戦争が勃発する。一方の劉顕世は、袁世凱に反旗を翻すことを望まず、唐からの決別に動こうとした。しかし王文華は、貴州巡按使戴戡とともに、劉を翻意させる軍事的・政治的圧力をかけた。このため、1916年（民国5年）1月27日に、劉は独立宣言（反袁世凱宣言）を発するに至った。王は、護国第1軍左翼東路司令に任命され、精鋭化した黔軍3個団を率いて四川・湖南省境へ出撃する。王率いる黔軍は、北京政府軍部隊を各地で撃破する軍功をあげ、護国軍勝利に貢献した。
袁世凱死後、王文華は黔軍第1師師長に就任し、四川省へ出征して一時は四川軍務会弁もつとめた。その後、四川省において、川軍（四川軍）指揮官たちとの抗争に巻き込まれていく。一方で、1917年（民国6年）8月には、王自ら密かに上海に赴き、孫文と会見して中華革命党にも加入した。王らの孫文支持派若手軍人たちは、貴州省内では「新派」と呼ばれ、北京政府（後には唐継尭）支持派で旧軍・政財界実力者が多い劉顕世らの「旧派」と次第に対立するようになる。

### 兵変の末に
そして1920年（民国9年）11月、王文華は劉顕世打倒のクーデターを発動し、劉を下野に追い込んだ（民九事変）。しかし、王は劉の甥でありながらこのような挙に出たこと、さらには旧派要人に対する殺戮が甚だしかったため批判が強く、王は直ちに貴州には戻れなかった。そこで王は、孫文支持派の有力軍人である盧燾を黔軍総司令代理として推している。王自身はしばらく上海を拠点として、孫文を支援する活動をしながら、時期を見て貴州に戻ろうとした。しかし1921年（民国10年）3月16日、北京政府への接近姿勢を見せていた王の有力な部下である袁祖銘が刺客を放ち、王は上海で暗殺された。享年35。

## 注
1. 1 2 3 4 5  徐主編（2007）、74頁。
2. 1 2 3 4 5  劉国銘主編（2005）、123頁。
3. ↑  『貴州軍閥史』、115-121頁。
4. ↑  『貴州軍閥史』、134-137頁。